# 주산호
주산 호(일본어: 十三湖 주산코[*])는 아오모리현 쓰가루반도 북서부의 동해안에 있는 기수호이며 석호이다.

## 개요
주산 호는 아오모리현 고쇼가와라시, 기타쓰가루군 나카도마리정, 쓰가루시에 걸쳐있다. 쓰가루 국정공원에 속해 있다. 호수 둘레는 30km, 최대수심은 3m를 넘지 않는다. 유입하천으로는 남쪽의 아와기 강이 있다.
특산물로는 참재첩이 있으며, 이는 신지호, 오가와라호와 나란히 일본 유수의 참재첩산지이다. 참재첩조업에 관해서는 주산 어업협동조합, 샤리키 어업협동조합이 있다. 자원보호를 위해 하루 어획제한과 금어구역, 금어기간을 정하는 등 참재첩 자원유지에 힘쓰고 있다.
주산 호 인근은 13세기 ~ 16세기의 동해 연안 교역항인 주산 항구가 있었고, 쓰가루 지방 유력 호족인 아베 가문(安倍氏)과 안도 가문(安東氏)의 거점으로 번영하였지만, 16세기 무렵 쇠퇴했다. 자료는 적지만, 1991년부터 시작된 발굴조사로 어느 정도 윤곽이 나타나고 있다. 제2차 세계대전 후, 간척사업으로 호수의 일부가 논으로 변해있다.
큰고니, 고니의 도래지로 알려져“주산 호의 고니”라는 명칭으로 현의 천연기념물로 지정되었다.